# جام ملت‌های اروپا ۱۹۸۴
جام ملت‌های اروپا ۱۹۸۴  هفتمین دوره مسابقات جام ملت‌های اروپا است که در فرانسه برگزار شد و فرانسه به عنوان میزبان موفقیتی چشم گیر را رقم زد. فرانسه در این رقابت‌ها از پنج ورزشگاه تغییر یافته و گسترش یافته پرده برداری کرد: پارک دوپرنس پاریس، ولودروم مارسی، ژرلان لیون، جفری گیشار سن‌اتین و فلی بولاره لانس. دو ورزشگاه هم جدید بودند: لابوژوار در نانت و لامینائو در استراسبورگ.
یوفا ترتیب همیشگی رقابت‌های هشت‌تیمی را برقرار کرد: دو گروه چهارتیمی که دو تیم اول هر گروه به نیمه‌نهایی می‌رسند. بازی رده‌بندی هم حذف شد. اما تورنمنت ۱۹۸۴ به نحوی سازمان‌دهی شد که هر تیم سه بازی دور اول خود را در سه ورزشگاه مختلف انجام دهد. به این ترتیب شهروندان فرانسوی بازی‌ها و تیم‌های مختلفی را تماشا می‌کردند، اما هزینه سرسام‌آور کسانی که برای دیدن بازی‌ها به این کشور سفر کرده بودند باعث شد تا یوفا در دوره‌های بعدی این کار را نکند.

## معرفی تیم‌ها

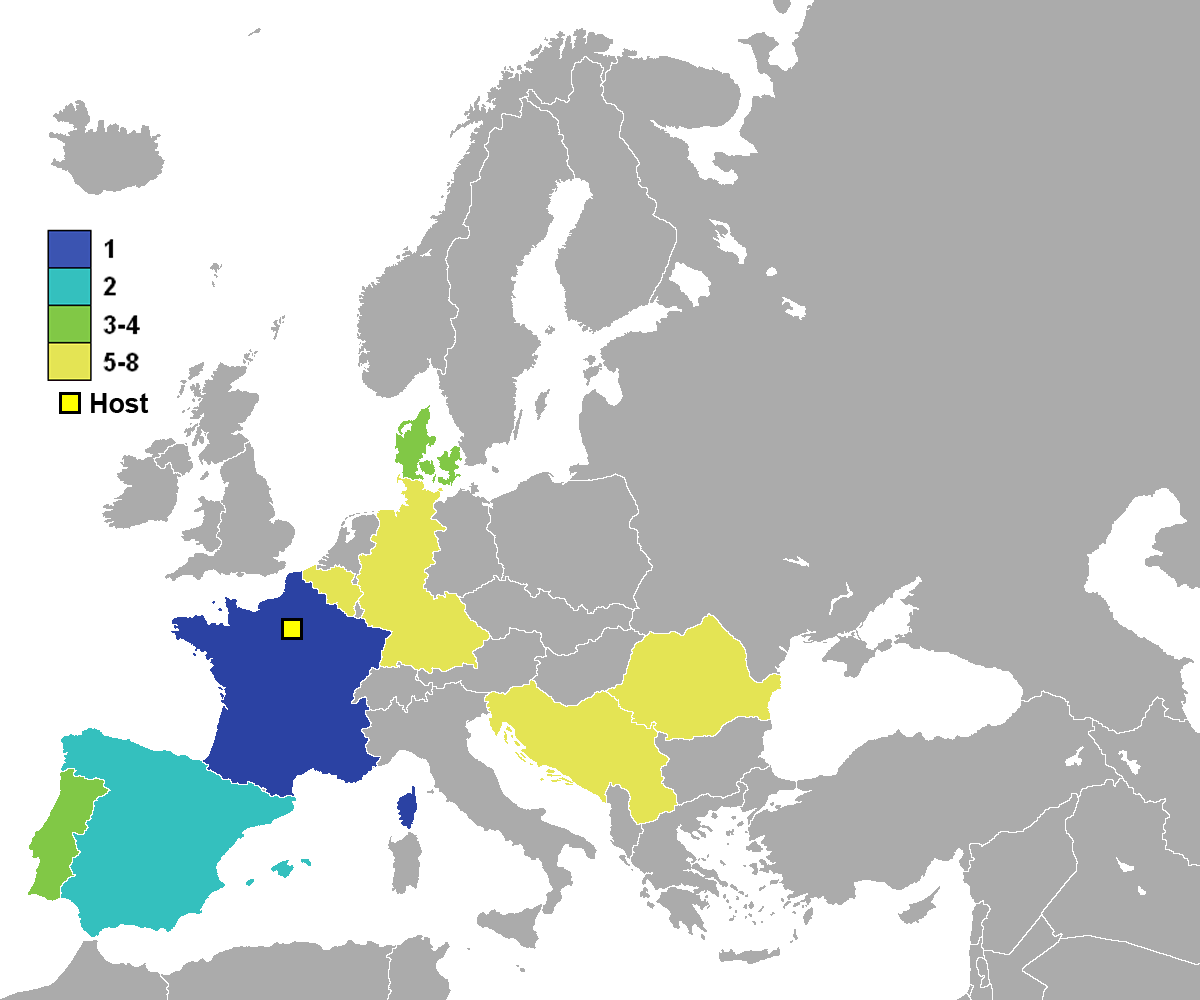
مرحله نهایی جام ملت‌های اروپای سال ۱۹۸۴.

تیم‌هایی که به مرحله نهایی این رقابت‌ها راه یافتند:
- بلژیک
- دانمارک
- فرانسه (به عنوان میزبان مستقیم به مرحله نهایی راه یافت)
- پرتغال(اولین حضور)
- رومانی(اولین حضور)
- اسپانیا
- یوگسلاوی
- آلمان غربی

## گروه بندی مسابقه‌ها

### گروه اِی
در گروه اِی این رقابت‌ها تیم‌های فرانسه، بلژیک، دانمارک، یوگسلاوی حاضر بودند، فرانسه بازی‌ها را با برد یک بر صفر دانمارک در گروه A آغاز کرد. میشل پلاتینی در دقیقه ۷۸ گل زد و پای آلن سیمونسن از دانمارک هم شکست.
پلاتینی سپس دو هت‌تریک داشت: مقابل بلژیک (۵ بر صفر) و یوگسلاوی (۳ بر ۲) و فرانسه با حداکثر امتیازات به نیمه‌نهایی رسید. دانمارک در گروهش دوم شد و بلژیک را ۳ بر ۲ و یوگسلاوی را ۵ بر صفر شکست داد. پیروزی دو بر صفر بلژیک مقابل یوگسلاوی به این معنا بود که ۲۳ گل در شش بازی گروه A زده شده که در تضاد کامل با تورنمنت بی‌کیفیت ۱۹۸۰ بود.

### گروه بی
در گره بی این رقابت‌ها تیم‌های آلمان غربی، اسپانیا، پرتغال، رومانی حاضر بودند. در این گروه تیم‌ها محتاط‌تر بودند اما گل لحظات پایانی آنتونیو ماسدا برای اسپانیا باعث شد آلمان غربی از دور رقابت‌ها کنار برود. آلمانی‌ها رومانی را ۲ بر یک برده بودند که تنها بردشان بود، و اسپانیا با رومانی و پرتغال هم مساوی کرد. پرتغال تیم دوم گروه شد.

## نیمه نهایی
فرانسه در نیمه‌نهایی پرتغال را سه بر دو برد؛ ژان-فرانسوا دومرگ گل اول را زد، روی ژوردائو بازی را در دقیقه ۷۴ به تساوی کشاند و در وقت اضافی هم پرتغال را پیش انداخت اما فرانسه با ضربه دومرگ بازی را مسای کرد و در نهایت پلاتینی با گل لحظات پایانی وقت‌های اضافی فرانسه را پیروز کرد.
اسپانیا و دانمارک هم یک بر یک شدند. ماسدا گل سورن لربی را پاسخ گفت. بازی به ضربات پنالتی کشیده شد و اسپانیا پنج بر چهار در این ضربات پیروز شد.

## فینال
فرانسه در مقابل اسپانیا فینال را برگزار کردند، در این دوره فرانسه با بازی‌های تهاجمی خود اولین قهرمانی شان را جشن گرفتند. اما بازی بر خلاف دیدارهای قبلی چندان روان نبود.
اسپانیای میگل مونیوس که ۲۰ سال بود به دنبال قهرمانی دومش بود یک ساعت مقابل فرانسه مقاومت کرد، اما تیم میشل ایدالگو با ضربه ایستگاهی پلاتینی جلو افتاد و فرانسه با وجود اخراج ایوون لورو با گل برونو بلونه در دقیقه ۹۰ قهرمانی را قطعی کرد. او روی حرکتی انفرادی با ضربه چیپ دروازه حریف را گشود. فرانسه در این تورنمنت ۱۴ گل زد که همین گل بلونه تنها گل آن‌ها بود که مهاجمانشان می‌زدند!

## ورزشگاه‌ها
| پاریس                | مارسی                     | لیون                | سن-اتین                 |
| -------------------- | ------------------------- | ------------------- | ----------------------- |
| ورزشگاه پارک دو پرنس | ورزشگاه ولودروم           | ورزشگاه ژرلان       | ورزشگاه جئوفروی گویچارد |
| ظرفیت: ۴۸٬۰۰۰        | ظرفیت: ۵۵٬۰۰۰             | ظرفیت: ۴۰٬۰۰۰       | ظرفیت: ۵۳٬۰۰۰           |
|                      |                           |                     |                         |
| لانس                 | نانت                      | استراسبورگ          |                         |
| ورزشگاه بولارت دللیس | ورزشگاه استاد دو لا بوژوا | ورزشگاه ده دلا مینو |                         |
| ظرفیت: ۴۹٬۰۰۰        | ظرفیت: ۵۳٬۰۰۰             | ظرفیت: ۴۰٬۰۰۰       |                         |
|                      |                           |                     |                         |

## بازیکن برتر
میشل پلاتینی در سال ۱۹۸۳ بهترین بازیکن اروپا شد و در سال ۱۹۸۴ اروپا را تسخیر کرد. درخشان‌ترین ستاره خط میانی رویایی فرانسه یکی از بهترین بازیکنان دنیا شد. او نه‌تنها با کاپیتانی‌اش فرانسه را به قهرمانی رساند بلکه بهترین گل‌زن و بهترین بازیکن هم شد.
پلاتینی در تمامی ۵ دیدار تیمش گل زد و ۹ گل در مجموع به ثمر رساند، از جمله دو هت‌تریک کامل (بدون پنالتی).

## لحظه‌های به‌یادماندنی جام
پس از آن که فرانسه در نیمه‌نهایی جلو افتاد، سپس عقب افتاد، بعد بازی را به تساوی کشاند و چند موقعیت را از دست داد، کاپیتان میشل پلاتینی با نمایشی عالی گلی در دقیقه ۱۱۹ زد که تماشاگران را به مرز جنون کشاند.

## بهترین بازی جام
فرانسه در مقابل پرتغال یکی از بهترین بازی‌های تاریخ فوتبال اروپا رقم زدند و پرتغالی‌ها که کسی بختی برایشان قائل نبود در این بازی عالی ظاهر شدند و کم مانده بود پیروز شوند، اما ضربه پلاتینی امیدهایشان را نابود کرد.جواد خیابانی از این بازی به عنوان بهترین بازی تاریخ فوتبال یاد می کند.

## نتایج بازی‌ها

### دور اول
All Time are CEST/یوتی‌سی ۲:۰۰+

#### گروه اِی
| تیم      | Pld | W | D | L | GF | GA | GD | Pts |
| -------- | --- | - | - | - | -- | -- | -- | --- |
| فرانسه   | ۳   | ۳ | ۰ | ۰ | ۹  | ۲  | ۷+ | ۶   |
| دانمارک  | ۳   | ۲ | ۰ | ۱ | ۸  | ۳  | ۵+ | ۴   |
| بلژیک    | ۳   | ۱ | ۰ | ۲ | ۴  | ۸  | ۴- | ۲   |
| یوگسلاوی | ۳   | ۰ | ۰ | ۳ | ۲  | ۱۰ | ۸- | ۰   |

| فرانسه      | ۱ – ۰    | دانمارک |
| ----------- | -------- | ------- |
| Platini ۷۸' | (Report) |         |

| بلژیک                      | ۲ – ۰    | یوگسلاوی |
| -------------------------- | -------- | -------- |
| Vandenbergh ۲۸' · Grün ۴۵' | (Report) |          |

| فرانسه                                                    | ۵ – ۰    | بلژیک |
| --------------------------------------------------------- | -------- | ----- |
| Platini ۴' ۷۴' (پنالتی) ۸۹' · Giresse ۳۳' · Fernández ۴۳' | (Report) |       |

| دانمارک                                                              | ۵ – ۰    | یوگسلاوی |
| -------------------------------------------------------------------- | -------- | -------- |
| Arnesen ۸' ۶۹' (پنالتی) · Berggreen ۱۶' · Elkjær ۸۲' · Lauridsen ۸۴' | (Report) |          |

| فرانسه              | ۳ – ۲    | یوگسلاوی                               |
| ------------------- | -------- | -------------------------------------- |
| Platini ۵۹' ۶۲' ۷۷' | (Report) | Šestić ۳۲' · D. Stojković ۸۴' (پنالتی) |

| دانمارک                                        | ۳ – ۲    | بلژیک                           |
| ---------------------------------------------- | -------- | ------------------------------- |
| Arnesen ۴۱' (پنالتی) · Brylle ۶۰' · Elkjær ۸۴' | (Report) | Ceulemans ۲۶' · Vercauteren ۳۹' |

#### گروه بی
| تیم        | Pld | W | D | L | GF | GA | GD | Pts |
| ---------- | --- | - | - | - | -- | -- | -- | --- |
| اسپانیا    | ۳   | ۱ | ۲ | ۰ | ۳  | ۲  | ۱+ | ۴   |
| پرتغال     | ۳   | ۱ | ۲ | ۰ | ۲  | ۱  | ۱+ | ۴   |
| آلمان غربی | ۳   | ۱ | ۱ | ۱ | ۲  | ۲  | ۰  | ۳   |
| رومانی     | ۳   | ۰ | ۱ | ۲ | ۲  | ۴  | ۲- | ۱   |

| آلمان غربی | ۰ – ۰    | پرتغال |
| ---------- | -------- | ------ |
|            | (Report) |        |

| رومانی     | ۱ – ۱    | اسپانیا               |
| ---------- | -------- | --------------------- |
| Bölöni ۳۵' | (Report) | Carrasco ۲۲' (پنالتی) |

| آلمان غربی     | ۲ – ۱    | رومانی    |
| -------------- | -------- | --------- |
| Völler ۲۵' ۶۶' | (Report) | Coraş ۴۶' |

| پرتغال    | ۱ – ۱    | اسپانیا        |
| --------- | -------- | -------------- |
| Sousa ۵۲' | (Report) | Santillana ۷۳' |

| آلمان غربی | ۰ – ۱    | اسپانیا    |
| ---------- | -------- | ---------- |
|            | (Report) | Maceda ۹۰' |

| پرتغال   | ۱ – ۰    | رومانی |
| -------- | -------- | ------ |
| Nené ۸۱' | (Report) |        |

### نیمه نهایی
|  | نیمه‌پایانی                        | نیمه‌پایانی |   |  | پایانی                                 | پایانی |  |
|  |                                   |            |   |  |                                        |        |  |
|  | 23 June – مارسی (ورزشگاه ولودروم) |            |   |  |                                        |        |  |
|  | فرانسه (aet)                      | ۳          |   |  |                                        |        |  |
|  | پرتغال                            | ۲          |   |  |                                        |        |  |
|  |                                   |            |   |  |                                        |        |  |
|  |                                   |            |   |  | 27 June – Paris (ورزشگاه پارک دو پرنس) |        |  |
|  |                                   |            |   |  | فرانسه                                 | ۲      |  |
|  |                                   | اسپانیا    | ۰ |  |                                        |        |  |
|  |                                   |            |   |  |                                        |        |  |
|  |                                   |            |   |  |                                        |        |  |
|  |                                   |            |   |  |                                        |        |  |
|  | 24 June – لیون (ورزشگاه ژرلان)    |            |   |  |                                        |        |  |
|  | اسپانیا (p)                       | ۱ (۵)      |   |  |                                        |        |  |
|  | دانمارک                           | ۱ (۴)      |   |  |                                        |        |  |

#### نیمه نهایی
| فرانسه                           | ۳ – ۲ (a.e.t.) | پرتغال         |
| -------------------------------- | -------------- | -------------- |
| Domergue ۲۴' ۱۱۴' · Platini ۱۱۹' | (Report)       | Jordão ۷۴' ۹۸' |

| اسپانیا                                                 | ۱ – ۱ (a.e.t.) | دانمارک                                   |
| ------------------------------------------------------- | -------------- | ----------------------------------------- |
| Maceda ۶۷'                                              | (Report)       | Lerby ۷'                                  |
| ضربات پنالتی                                            |                |                                           |
| Santillana · Señor · Urquiaga · ویکتور مونیوز · Sarabia | ۵ – ۴          | Brylle · Olsen · Laudrup · Lerby · Elkjær |

#### فینال
| فرانسه                  | ۲ – ۰    | اسپانیا |
| ----------------------- | -------- | ------- |
| پلاتینی ۵۷' · بلونه ۹۰' | (Report) |         |

## زودهنگام‌ترین گل بازی‌ها
- در بازی فرانسه - بلژیک در دقیقه ۳ بازی بود که میشل پلاتینی دروازه حریف را باز کرد

### تعداد گل‌های زده جام
در این رقابت‌ها در ۱۵ بازی برگزار شده ۴۱ گل به ثمر رسید و میانگین ۲٫۷۳ گل در هر بازی را رقم زد
| ۹گل زده - میشل پلاتینی ۳ گل زده - فرانک آرنسن ۲ گل زده - پربن الکیر لارسن - ژان-فرانسوا دومرگ - Rui Jordão - آنتونیو ماکدا - رودی فولر | ۱ گل زده - یان کولمانس - گئورگس خرون - اروین فاندنبرگ - فرانک فرکوترن - کلاوس برگگرین - کنت بریله لارسن - John Lauridsen - سورن لربی - برونو بلونه - لوئیس فرناندز - آلاین گیرسه - Tamagnini Nené - António Sousa - لاسلو بولونی - Marcel Coraş - فرانسیسکو خوزه کاراسکو - سانتیانا - میلوش شستیچ - دراگان استویکوویچ |